# بخش سن کارلوس (سالتا)
بخش سن کارلوس (به اسپانیایی: Departamento de San Carlos) یک منطقهٔ مسکونی در آرژانتین است که در استان سالتا واقع شده‌است. بخش سن کارلوس ۵٬۱۲۵ کیلومتر مربع مساحت و ۷٬۲۰۸ نفر جمعیت دارد.